# Trichastoma bicolor
La tordina bicolor (Trichastoma bicolor) es una especie de ave paseriforme de la familia Pellorneidae propia del sureste asiático.

## Distribución y hábitat
Se encuentra en la península malaya y las islas de Sumatra, Borneo y Bangka. Su hábitat natural son los bosques húmedos tropicales de tierras bajas.